# Joan Rodon i Bonet
Joan Rodon i Bonet (Barcelona, 22 d'abril de 1956 - Barcelona, 15 d'abril de 2009) fou un arquitecte i professor universitari català.

## Formació
Va estudiar arquitectura a l'Escola Tècnica Superior d'Arquitectura de Barcelona, centre dependent de la Universitat Politècnica de Catalunya, de la qual fou posteriorment professor de postgrau. Membre del Col·legi Oficial d'Arquitectes de Catalunya, des de 1997 fou membre de la junta directiva de Arquinfad-FAD.

## Trajectòria
Al llarg de la seva carrera s'especialitzà, mitjançant el seu estudi "Joan Rodon, Arquitectes Associats S.A." (fundat el 1980 i co-liderat per la seva germana, la també arquitecta Isabel Rodon Bonet), en la realització d'equipaments i la rehabilitació del patrimoni arquitectònic, sense oblidar la construcció d'obra nova. Al llarg de la seva carrera va reformar i ampliar la Biblioteca de Catalunya, va reformar el Teatre Romea, i va rehabilitar l'arxiu comarcal de Vilanova i la Geltrú, el Palau de la Generalitat de Catalunya i la Casa dels Canonges adjacent. Així mateix va realitzar l'obra del nou Museu de Lleida, diocesà i comarcal (2007), la creació d'oficines a la Casa de les Punxes, la cafeteria del MACBA i diversos edificis d'habitatges arreu de Catalunya. També va treballar a Andorra, construint el nou cementiri i la caseta d'informació turística d'Ordino el 1981.
L'any 1994 fou guardonat amb el Premi FAD de la Crítica i el 1998 amb el Premi Nacional de Patrimoni Cultural per la reforma i ampliació de la Biblioteca de Catalunya.